# EK Trianguli Australis
EK Trianguli Australis är en dubbelstjärna belägen i norra delen av stjärnbilden Södra triangeln. Den har en högsta skenbar magnitud av ca 10,4 och kräver ett kraftfullt teleskop för att kunna observeras. 
EK Trianguli Australis är en dvärgnova av typen SU Ursae Majoris som 1980 officiellt klassificerades som sådan, efter att de karakteristiska utbrotten med ett kort utbrott och ett superutbrott observerades i maj 1978 respektive juni 1979. Dessa system kännetecknas av frekventa utbrott och mindre frekventa superutbrott. De förra är släta, medan de senare uppvisar korta "superhumps" av ökad aktivitet. Systemets avstånd har antagits vara 586 ljusår (180 parsec) från solen, för donatorstjärnan (antas vara en röd dvärg som inte går att upptäcka i det området). Spektroskopisk analys och beräkning gav en uppskattning av 407,5 ljusår (125 parsec).

## Observation

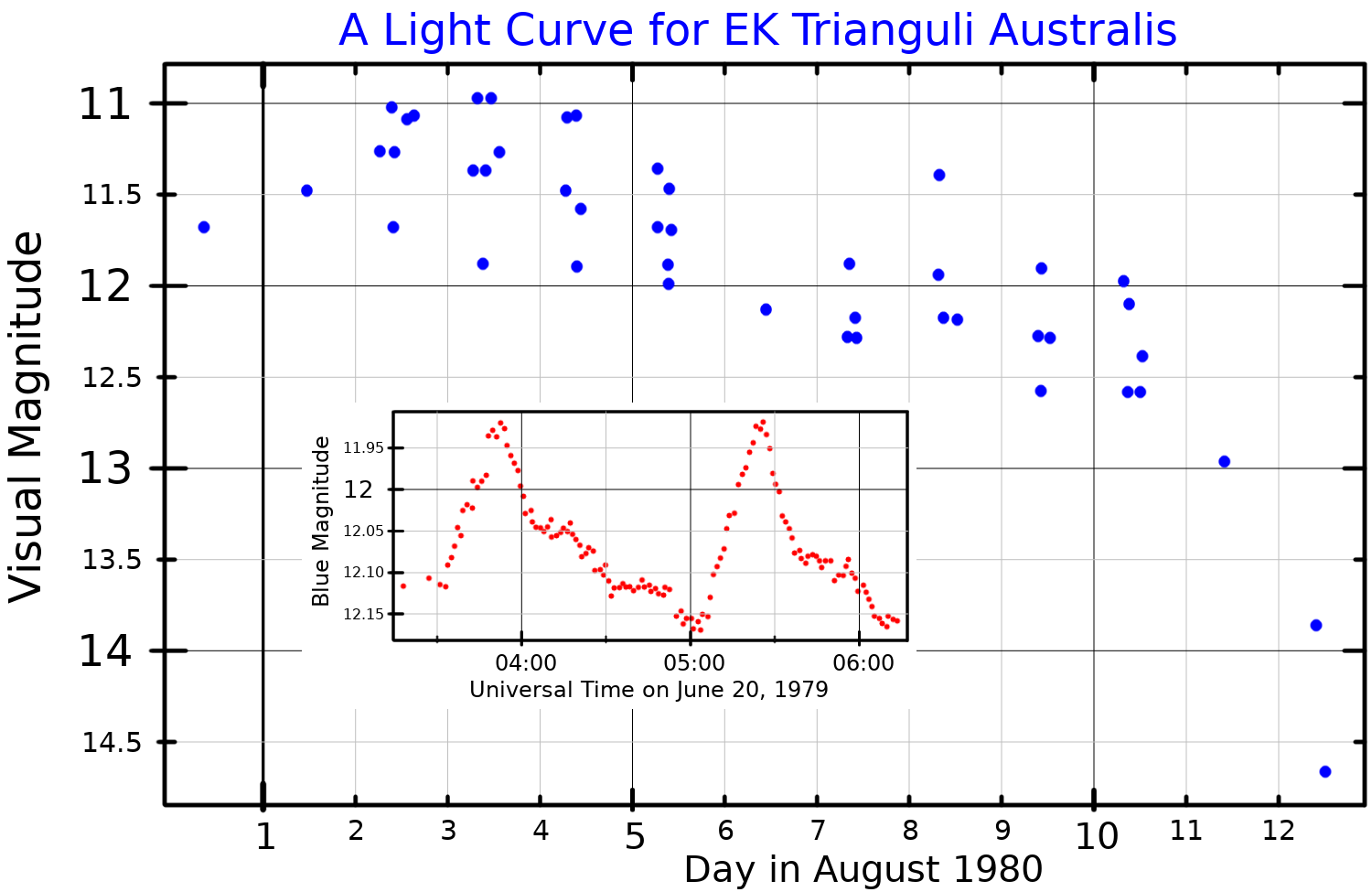
Ljuskurva för EK Trianguli Australis. Huvuddiagrammet, anpassat från Hassall (1985), visar blekningen efter ett utbrott. Det infällda diagrammet, anpassat från Vogt och Semeniuk (1980),B visar två superhums.

Systemet består av en vit dvärg och en donatorstjärna som kretsar kring en gemensam tyngdpunkt med en omloppsperiod av 1,5 timme. Den vita dvärgen suger materia från den andra stjärnan till en ackretionsskiva och bryter ut periodiskt och når skenbar magnitud 11,2 i superutbrott, 12,1 i normala utbrott och förblir på magnituden 16,7 när det är tyst. "Superhumps" ser stjärnan öka med 0,24 magnitud under 1,55 timmar under dessa superutbrott.
Spektroskopiska observationer av den vita dvärgen med Hubble Space Telescope och Space Telescope Imaging Spectrograph visar att den roterar med en hastighet av ca 200 km/s, med en yttemperatur på 18 800 K och beräknas ha 0,6 gånger solens massa. Upp till 75 procent av objektets ljusstyrka kommer från ackretionsskivan, som värms upp till en temperatur på 6 500 K.